# Джа
Джа (івр. ‏י‏ ‏יָהּ‏‎ — Іах, або Йа) — коротка форма імені Єгови (Єгова), одне з імен Старозавітного Господа Бога у первісному єврейському тексті Біблії, слово «Джа» трапляється в ній 50 разів (24 рази — у складі слова «Алілуя» («Вихваляйте Джа») .
У канонічному англійському перекладі Біблії («Біблія короля Якова»), наприклад, сказано: «Співаймо Богові нашому, співайте імені Його, звеличуйте Того, Хто ходить на небесах; ім'я Йому: JAH (Господь), і радійте перед обличчям Його» (Псалми 67:5; 68:4).
На сьогодні це ім'я найбільше асоціюється із растафаріанством, яке з тексту Біблії взяло саме таке найменування Бога Джа, який розумівся також як природа (навколишнє середовище), мав багато втілень, останнє із яких, на переконання растаманів, — Тефері Меконнин, який прийняв ім'я Хайле Селассіє I (помер у 1975 році) після того, як був проголошений імператором Ефіопії. Саме від його титулу «Рас» та імені «Тефері» походить назва релігії. Іноді слово «Джа» використовується як привітання.
В інших випадках воно здебільшого «непомітно» присутнє як «Йа» у таких словах, як слово «Алілуя» та деякі біблійні імена (пор. Неємія, Ілля, Хананія тощо). Незважаючи на усталену вимову як «Джа», воно починається з літери «йуд» (івр.‏י ‏ — лат., англ. j), що може бути транскрибовано і як звук [й], і як звук [дж].